# دهه ۹۶۰ (پیش از میلاد)
دهه ۹۶۰ (پیش از میلاد) ۹۶مین دهه قبل از مبدا شروع تقویم میلادی است.